# جيسون ألكسندر
جيسون الكسندر (بالإنجليزية: Jason Alexander) مواليد 23 سبتمبر 1959 في نيو جيرسي، الولايات المتحدة، هو ممثل أمريكي بدأ مسيرته الفنية عام 1981. اشتهر بدور جورج كوستانزا في مسلسل ساينفيلد

## الأعمال

### أفلام
| السنة | العنوان            | الدور |
| ----- | ------------------ | ----- |
| 2025  | الحالة الإلكترونية |       |

## روابط خارجية
- جيسون ألكسندر على موقع IMDb (الإنجليزية)
- جيسون ألكسندر على موقع ميتاكريتيك (الإنجليزية)
- جيسون ألكسندر على موقع الموسوعة البريطانية (الإنجليزية)
- جيسون ألكسندر على موقع روتن توميتوز (الإنجليزية)
- جيسون ألكسندر على موقع قاعدة بيانات الأفلام العربية
- جيسون ألكسندر على موقع ألو سيني (الفرنسية)
- جيسون ألكسندر على موقع ميوزك برينز (الإنجليزية)
- جيسون ألكسندر على موقع تيرنر كلاسيك موفيز (الإنجليزية)
- جيسون ألكسندر على موقع أول موفي (الإنجليزية)
- جيسون ألكسندر على موقع قاعدة بيانات برودواي على الإنترنت (الإنجليزية)